# Anyphaena bermudensis
Espèce
Anyphaena bermudensis est une espèce d'araignées aranéomorphes de la famille des Anyphaenidae.

## Distribution
Cette espèce est endémique des Bermudes.

## Description
La femelle holotype mesure 3,08 mm et le mâle paratype 2,72 mm.

## Étymologie
Son nom d'espèce, composé de bermud[a] et du suffixe latin -ensis, « qui vit dans, qui habite », lui a été donné en référence au lieu de sa découverte, les Bermudes.

## Publication originale
- Sierwald, 1988 : Spiders of Bermuda. Nemouria, Occasional Papers of the Delaware Museum of Natural History, no 31, p. 1-24 (texte intégral).